# Сабутов, Камов Баймурзаевич
Камов Баймурзаевич Сабутов, другой вариант имени — Камо (1926 год, село Сулутюбе — 1982 год) — колхозник, старший чабан племенного овцеводческого совхоза «Червлённые Буруны» Министерства совхозов СССР, Ногайский район Грозненской области. Герой Социалистического Труда (1965). Депутат Верховного Совета Дагестанской АССР.

## Биография
Родился в 1926 году в семье чабана в селе «Сулутюбе. Получил начальное образование. Трудовую деятельность начал в 1937 году. Вместе с отцом пас совхозную отару. Позднее работал чабаном в совхозе Червлённые Буруны» в Караногайском районе. В послевоенное время участвовал в создании грозненской тонкорунной породы, которая была утверждена в 1951 году.
В 1947 году был назначен старшим чабаном. Ежегодно выполнял план по выращиванию ягнят и настригу шерсти. В 1948 году собрал в среднем по 8,2 килограмма шерсти с каждой овцы. В 1965 году удостоен звания Героя Социалистического Труда.
Избирался депутатом Верховного Совета Дагестанской АССР.
Награды
- Герой Социалистического Труда — указом Президиума Верховного Совета СССР от 27 ноября 1965 года
- Орден Ленина
- Орден Трудового Красного Знамени (08.04.1971)